# Џон Дејвис
Џон Дејвис (око 1550 – 29. децембар 1605) је био енглески поморац и истраживач.

## Биографија
Рођен је половином 16. века у Сенриџу у Енглеској. Учествовао је у борби против Шпанске армаде 1588. године. Водио је експедицију у Арктик у намери да из северног Атлантика пронађе пут за Кину. Западне обале Гренланда и пролаз између острва и Бафиновог острва назван је по њему „Дејвисов пролаз“. Открио га је 1585. године. Године 1592. открио је Фоклендска острва истражујући на путу за Пацифик Магеланов пролаз. Неки за сматрају и првим истраживачем Арктика. Убијен је на Малајском полуострву у близини Сингапура од стране јапанских пирата 1605. године. 